# BYD Tang
Der BYD Tang (chinesisch 唐) ist ein Pkw-Modell des chinesischen Automobilherstellers BYD Auto, einer Tochtergesellschaft des BYD-Konzerns. Das Modell ist nach der Tang-Dynastie benannt, einem der wichtigsten Abschnitte der chinesischen Geschichte. Es wird mit verschiedenen Motorvarianten als Plug-in-Hybrid, als reines Elektroauto oder als Fahrzeug mit einem Verbrennungsmotor angeboten.
Eine eigenständige Baureihe ist der über fünf Meter lange BYD Tang L, der im Januar 2025 vorgestellt wurde.

## 1. Generation (2015–2018)

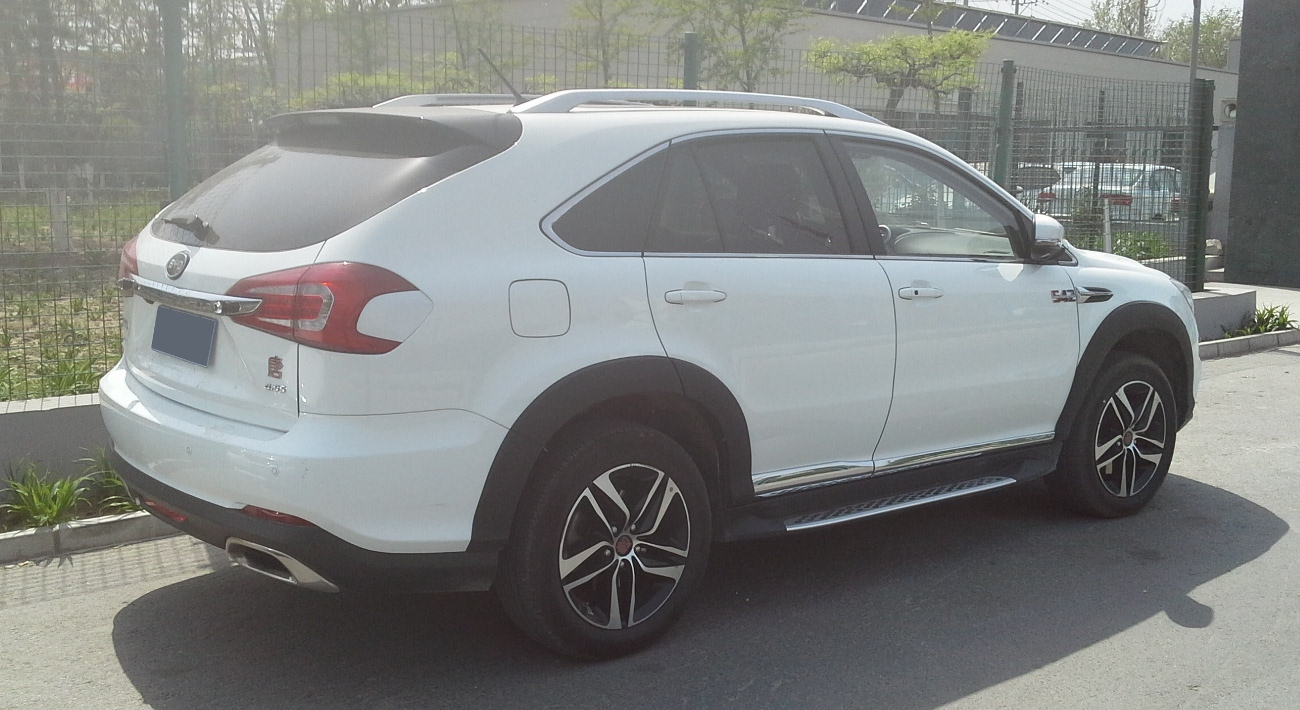
Heckansicht

Das Fahrzeug wurde 2014 auf der Auto China in Peking erstmals als Designstudie öffentlich gezeigt und ist seit 2015 in der Serienproduktion. Obwohl der Verkauf erst Mitte 2015 begann, konnte BYD in jenem Jahr bereits 18.375 Tang absetzen.

### Staatliche Subvention
Chinesische Großstädte sind mit erheblicher Luftverschmutzung belastet, die in erheblichem Umfang durch die wachsende Motorisierung mitverursacht wird. Die Regierung hat daher umfangreiche Modernisierungskampagnen eingeleitet, mit dem Ziel die überwiegend mit herkömmlichen Verbrennungsmotoren angetriebenen Fahrzeuge zunehmend durch umweltfreundlichere Automobile zu ersetzen. Darüber hinaus verfolgt die Regierung mit der Förderung auch industriepolitische Ziele. Die Zentralregierung gewährt beim Kauf eines Plug-in-Hybridfahrzeuges vom Typ BYD Tang (Verkaufspreis: ab 251.800 RMB, ca. 31.000 Euro) eine staatliche Prämie in Höhe von rund 50.000 RMB (ca. 6.300 Euro). Darüber hinaus sind Plug-in-Hybridfahrzeuge – ähnlich den Elektrofahrzeugen – in China von der Mehrwertsteuer befreit. Auch gewähren mehrere Provinzen weitere Förderungen (etwa Shaanxi in Höhe von 20.000 RMB, ca. 2.500 Euro).

### Ausstattung
Zur serienmäßigen Innenausstattung des fünfsitzigen Fahrzeuges gehören unter anderem eine Cloud-Computing-Einheit zur Vernetzung mit externen Rechnern sowie ein Infotainmentsystem mit einem 12-Zoll-Bildschirm, einem DVD-Spieler sowie einem Digital-Fernseher.
Zur Sicherheitsausrüstung gehören Antiblockiersystem, Elektronische Bremskraftverteilung, Fahrdynamikregelung, Antriebsschlupfregelung, Bergab- und Berganfahrhilfe, Elektrische Feststellbremse, Reifendruckkontrollsystem sowie eine 360°-Kamera.
Der elektrische Anschluss erlaubt auch eine Stromentnahme, um beim parkenden Fahrzeug elektrische Lampen und Campinggeräte, wie etwa spezielle Mikrowellenherde, betreiben zu können.

### Technische Daten
Der Tang verfügt über zwei Elektromotoren mit je 110 kW und einen 2,0-Liter Turbo-Ottomotor mit 151 kW (205 PS), die zusammen eine Beschleunigung von 0 auf 100 km/h in 4,9 Sekunden ermöglichen. Der Kraftstoffverbrauch wird mit rund zwei Litern auf 100 Kilometern angegeben. Der Fahrer kann zwischen reinem Elektro-Fahrbetrieb und Hybridmodus wählen (BYD Dual Mode (DM)).
Laut Herstellerangaben reicht die gespeicherte Energie, um mit dem Fahrzeug 80 km ohne Aufladen (d. h. ohne Nutzung des Hybridmodus und ohne Nutzung des Ottomotors) zurückzulegen. Das Leergewicht beträgt 2220 kg.
| Kenngrößen                                  | Tang Hybrid                     |
| ------------------------------------------- | ------------------------------- |
| Bauzeitraum                                 | 01/2015–06/2018                 |
| Motorkenndaten                              |                                 |
| Motortyp                                    | R4-Ottomotor + 2 Elektromotoren |
| Hubraum                                     | 1991 cm³                        |
| max. Leistung                               | 151 kW (205 PS) bei 5500/min    |
| max. Leistung E-Motoren                     | 2 × 110 kW (150 PS)             |
| Leistung Gesamtsystem                       | 371 kW (505 PS)                 |
| max. Drehmoment                             | 320 Nm bei 1750–4500/min        |
| max. Drehmoment E-Motoren                   | 2 × 250 Nm                      |
| Drehmoment Gesamtsystem                     | 820 Nm                          |
| Messwerte                                   |                                 |
| Höchstgeschwindigkeit                       | 180 km/h                        |
| Beschleunigung, 0–100 km/h                  | 4,9 s                           |
| Kraftstoffverbrauch auf 100 km (kombiniert) | 2,0–2,4 l Super                 |
| Tankinhalt                                  | 53 l                            |

## 2. Generation (seit 2018)

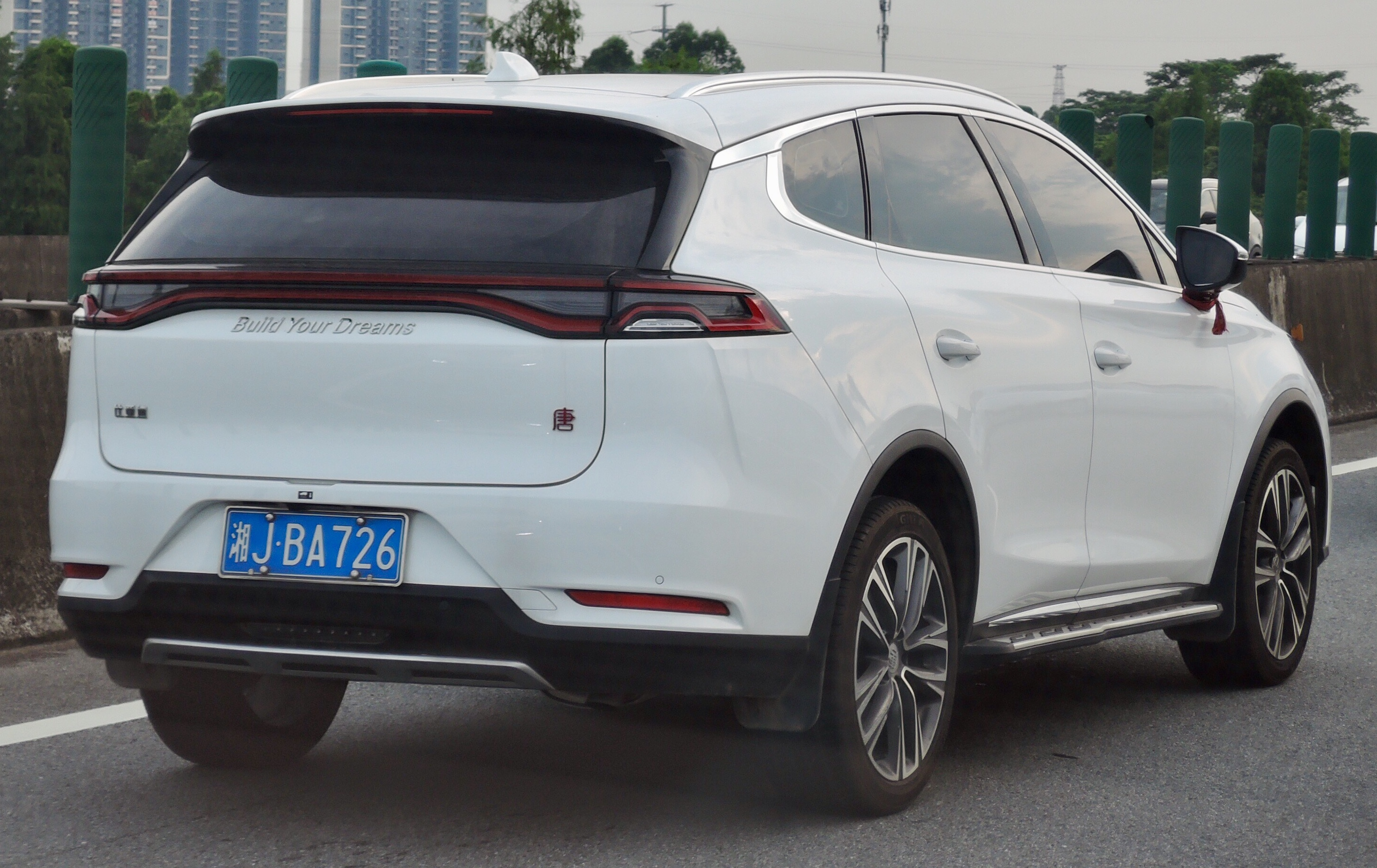
Heckansicht

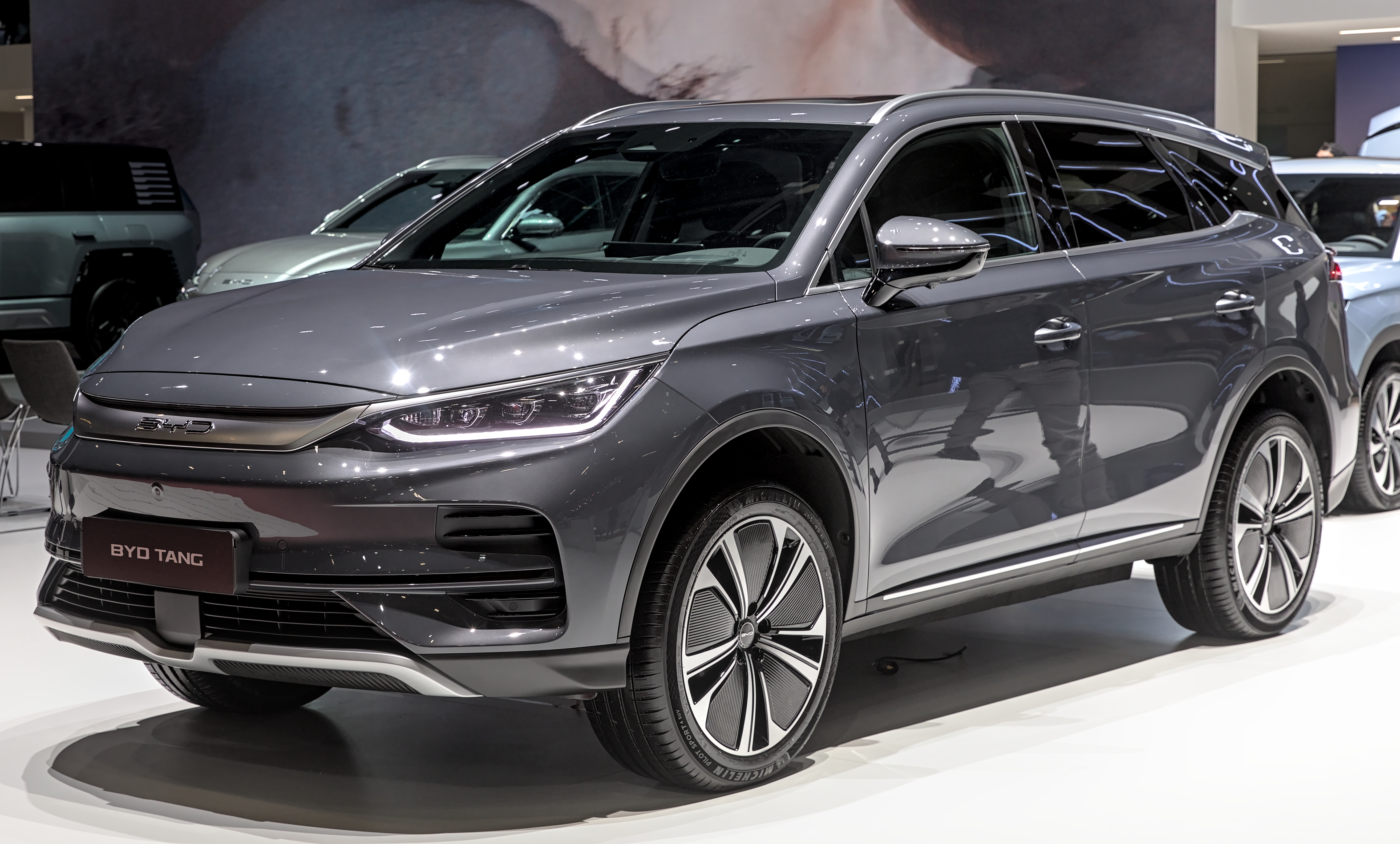
BYD Tang (seit 2024)

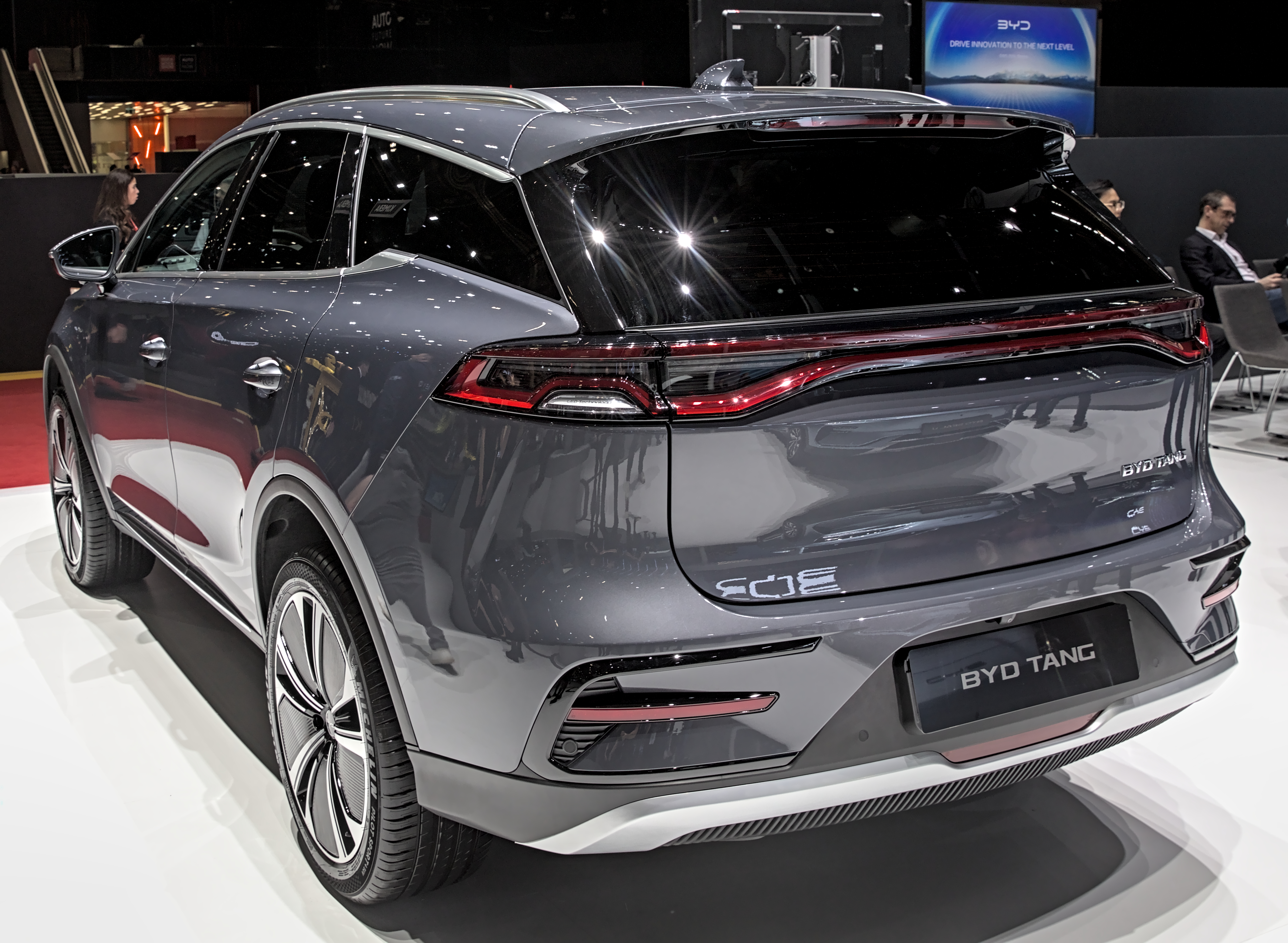
Heckansicht

Die zweite Generation des Tang debütierte auf der Auto China im April 2018 und wird seit Juni 2018 in China verkauft. In Norwegen erfolgte der Verkaufsstart im August 2021, im restlichen Europa im August 2022. Angetrieben wird das Fahrzeug vom aus dem Vorgängermodell bekannten Hybrid-Antrieb DM. Die elektrische Reichweite des Siebensitzers gibt BYD mit 80 bis 100 Kilometer an. Auf 100 km/h soll der Tang in unter 4,5 Sekunden beschleunigen. Seit Frühjahr 2021 wird der Hybrid auch mit dem Blade-Batterie genannten Lithium-Eisenphosphat-Akkumulator als DM-i und seit Juni 2022 auch als DM-p verkauft.
Außerdem war die zweite Generation bis März 2022 auch nur mit Verbrennungsmotor erhältlich.
Ende November 2018 wurde auf der Guangzhou Auto Show eine vollelektrische Version des Tang vorgestellt. Der Tang EV600 hat ein Akkupaket mit 82,8 kWh Kapazität, was eine elektrische Reichweite von bis zu 620 km ermöglichen soll (gemäß der in Europa auslaufenden NEFZ-Norm). Auf 100 km/h soll die Elektroversion mit zwei Motoren in 4,4 Sekunden beschleunigen, die Höchstgeschwindigkeit gibt BYD mit 180 km/h an.
Auf der Guangzhou Auto Show im November 2019 wurde der auf dem Tang basierende Denza X vorgestellt.
Im Herbst 2023 wurde der Tang vom Euro NCAP auf die Fahrzeugsicherheit getestet. Er erhielt fünf von fünf möglichen Sternen. Eine überarbeitete Version wurde im Februar 2024 vorgestellt.

### Technische Daten
| Kenngrößen                                  | Tang                         | Tang                         | Tang DM                      | Tang DM                           | Tang DM                           | Tang DM-i                   | Tang DM-i                   | Tang DM-i                   | Tang DM-p                         | Tang EV 600     | Tang EV 730     | Tang EV 600     | Tang EV 600D     | Tang EV 635 4WD  |
| ------------------------------------------- | ---------------------------- | ---------------------------- | ---------------------------- | --------------------------------- | --------------------------------- | --------------------------- | --------------------------- | --------------------------- | --------------------------------- | --------------- | --------------- | --------------- | ---------------- | ---------------- |
| Bauzeitraum                                 | 06/2018–08/2020              | 03/2019–03/2022              | 09/2019–08/2022              | 06/2018–07/2019                   | 03/2019–08/2022                   | 04/2021–10/2024             | 04/2021–10/2024             | seit 10/2024                | seit 06/2022                      | seit 06/2022    | seit 06/2022    | 03/2019–05/2022 | 03/2019–05/2022  | seit 06/2022     |
| Motorkenndaten                              |                              |                              |                              |                                   |                                   |                             |                             |                             |                                   |                 |                 |                 |                  |                  |
| Motortyp                                    | R4-Ottomotor                 | R4-Ottomotor                 | R4-Ottomotor + Elektromotor  | R4-Ottomotor + 2 Elektromotoren   | R4-Ottomotor + 2 Elektromotoren   | R4-Ottomotor + Elektromotor | R4-Ottomotor + Elektromotor | R4-Ottomotor + Elektromotor | R4-Ottomotor + 2 Elektromotoren   | Elektromotor    | Elektromotor    | Elektromotor    | 2 Elektromotoren | 2 Elektromotoren |
| Hubraum                                     | 1991 cm³                     | 1991 cm³                     | 1991 cm³                     | 1991 cm³                          | 1991 cm³                          | 1497 cm³                    | 1497 cm³                    | 1498 cm³                    | 1497 cm³                          | —               | —               | —               | —                | —                |
| max. Leistung Verbrennungsmotor             | 151 kW (205 PS) bei 5500/min | 141 kW (192 PS) bei 5500/min | 141 kW (192 PS) bei 5500/min | 151 kW (205 PS) bei 5500/min      | 141 kW (192 PS) bei 5500/min      | 102 kW (139 PS)             | 102 kW (139 PS)             | 115 kW (156 PS)             | 102 kW (139 PS)                   | —               | —               | —               | —                | —                |
| max. Leistung E-Motoren                     | —                            | —                            | 180 kW (245 PS)              | 110 kW (150 PS) + 180 kW (245 PS) | 110 kW (150 PS) + 180 kW (245 PS) | 145 kW (197 PS)             | 160 kW (218 PS)             | 110 kW (150 PS)             | 160 kW (218 PS) + 200 kW (272 PS) | 168 kW (228 PS) | 168 kW (228 PS) | 180 kW (245 PS) | 360 kW (490 PS)  | 380 kW (517 PS)  |
| Leistung Gesamtsystem                       | —                            | —                            | 321 kW (437 PS)              | 441 kW (600 PS)                   | 431 kW (586 PS)                   |                             |                             | 200 kW (272 PS)             | 452 kW (615 PS)                   | —               | —               | —               | —                | —                |
| max. Drehmoment Verbrennungsmotor           | 320 Nm bei 1750–4500/min     | 320 Nm bei 1500–4000/min     | 320 Nm bei 1500–4000/min     | 320 Nm bei 1750–4500/min          | 320 Nm bei 1500–4000/min          | 231 Nm                      | 231 Nm                      | 225 Nm                      | 231 Nm                            | —               | —               | —               | —                | —                |
| max. Drehmoment E-Motoren                   | —                            | —                            | 380 Nm                       | 250 Nm + 380 Nm                   | 250 Nm + 380 Nm                   | 316 Nm                      | 325 Nm                      |                             | 325 Nm + 350 Nm                   | 350 Nm          | 350 Nm          | 330 Nm          | 660 Nm           | 700 Nm           |
| Drehmoment Gesamtsystem                     | —                            | —                            | 700 Nm                       | 950 Nm                            | 950 Nm                            |                             |                             | 315 Nm                      | 615 Nm                            | —               | —               | —               | —                | —                |
| Messwerte                                   |                              |                              |                              |                                   |                                   |                             |                             |                             |                                   |                 |                 |                 |                  |                  |
| Höchstgeschwindigkeit                       |                              |                              | 180 km/h                     | 180 km/h                          | 180 km/h                          | 180 km/h                    | 180 km/h                    |                             | 180 km/h                          | 180 km/h        | 180 km/h        | 180 km/h        | 180 km/h         | 180 km/h         |
| Beschleunigung, 0–100 km/h                  | 10,5 s                       |                              | 5,1–5,3 s                    | 4,3–4,5 s                         | 4,3–4,5 s                         | 8,7 s                       | 8,5 s                       | 7,5 s                       | 4,3 s                             | 8,9 s           | 8,9 s           | 8,5 s           | 4,4–4,6 s        | 4,4 s            |
| Kraftstoffverbrauch auf 100 km (kombiniert) |                              |                              | 1,8 l Super                  | 1,6–1,8 l Super                   | 1,6–1,8 l Super                   | 5,3 l Super                 | 5,5 l Super                 | 5,0 l Super                 | 6,5 l Super                       | —               | —               | —               | —                | —                |
| Tankinhalt / Akkukapazität                  | 68 l                         | 68 l                         | 53 l / 20 kWh                | 53 l / 20 kWh oder 24 kWh         | 53 l / 20 kWh oder 24 kWh         | 53 l / 10 kWh               | 53 l / 21,5 kWh             | 53 l / 21,5 kWh             | 53 l / 45,8 kWh                   | 90,3 kWh        | 108,8 kWh       | 82,8 kWh        | 82,8 kWh         | 108,8 kWh        |

## Zulassungszahlen in Deutschland
Seit dem Marktstart bis einschließlich Dezember 2024 wurden in Deutschland insgesamt 120 BYD Tang neu zugelassen.
|  |

|  |

|  |

|  |

|  |

|  |

|  |

|  |

|  |

|  |

|  |

|  |

|  |

|  |

|  |

|  |

|  |

|  |

|  |

|  |

|  |

|  |

|  |

|  |

|  |

|  |

|  |

|  |

|  |

|  |

|  |

|  |

|  | Elektro (120) |

|  | Elektro (120) |